# Matralia
I Matralia erano le festività dedicate nell'antica Roma alla dea Mater Matuta.

## Celebrazione
Venivano celebrati l'11 giugno, durante il più lungo periodo delle solennità dedicate a Vesta, che si svolgevano dal 9 al 15 giugno. Secondo Plutarco sarebbero stati istituiti da Camillo che eletto dittatore nel 396 a.C. avrebbe fatto voto di dedicare un tempio alla Mater Matuta in caso di vittoria contro i Falisci .
L'intero mese di giugno nel Calendario Romano era posto sotto la protezione di Giunone, dalla quale secondo Ovidio il mese derivava il nome (Iunius da Iuno) e quindi si svolgevano in esso alcune festività a carattere prevalentemente e talvolta esclusivamente femminile. Probabilmente in questa occasione la Mater Matuta costituiva un aspetto della Bona Dea, infatti "Matuta" derivava appunto da "bontà" secondo Festo.
Come cerimonia in sé era molto semplice e di evidente origine arcaica ed agricola, consistendo dell'offerta di una focaccia abbrustolita sul testum e posta dalle matrone sull'altare della dea.

## Usanze
La cerimonia dei Matralia era rigidamente riservata e ristretta alle donne libere e questo probabilmente spiega l'usanza narrata da Plutarco di condurre una schiava nel tempio durante la cerimonia per poi percuoterla e cacciarla fuori.
Un'altra usanza connessa con la festa, cioè quella di portare in braccio al tempio non i propri figli ma quelli dei fratelli, appare di difficile spiegazione. Tenta di darne una di tipo mitologico Ovidio, partendo dal mito greco di Ino e Semele: nella sua versione, Ino, poi Leucotea, si prende cura del piccolo Bacco, figlio della sorella Semele, folgorata da Zeus per volere di Giunone, che aveva ordito un inganno per sbarazzarsi della fanciulla, ennesima conquista del coniuge divino. Giunone scopre l'esistenza di Bacco, e, per vendicarsi, infonde la follia in Atamante, marito di Ino: egli uccide così il suo primo figlio, Learco. Per evitare al secondo figlio, Melicerte, la stessa sorte, Ino si getta insieme a lui nel mare. Ella giunge alla costa del Lazio e una volta giunta a terra, dopo varie disavventure viene soccorsa da Carmenta, madre di Evandro, che per rifocillarla le offre una focaccia, il cui ricordo si sarebbe perpetuato nel rito dei Matralia.Trasformatisi in divinità marittime, col nome di Leucotea e Palemone i due avrebbero assunto i nomi di Mater Matuta e Portuno, divenendo divinità italiche. Secondo Ovidio, dunque, la cerimonia dei Matralia sarebbe dedicata piuttosto alle zie e ai nipoti, in memoria di Ino-Leucotea, poiché si può pensare che fu una madre migliore per suo nipote che per i suoi stessi figli.